# John Smit
John William Smit (Pietersburg, 3 de abril de 1978) é um jogador de sul-africano de rugby union que atua na posição de hooker ou pilar.
É considerado o principal jogador da África do Sul na história. O hooker detém o recorde de aparições no total (mais de cem) e consecutivos (46) pelos Springboks, sendo ainda o capitão no segundo título mundial sul-africano, na Copa do Mundo de 2007  - ao lado de outros capitães campeões do torneio, entrou em 2011 para o Hall da Fama da International Rugby Board, É também quem mais jogou partidas de Copas do Mundo de Rugby por seu país (17).